# Historien om Sverige med Farah
Historien om Sverige med Farah är en svensk dokumentärserie som hade premiär på SVT Play och SVT Barn den 5 november 2023. Serien består av 10 avsnitt och är en anpassning för barn baserat på dokumentärserien Historien om Sverige.

## Handling
Serien kretsar kring Historien om Sverige, i vilken Farah Abadi funderar över hur människor i vårt land har haft det genom tiderna, från istiden till nutid. Serien vänder sig till barn i åldersgruppen 6 till 9 år.

## Rollista (i urval)
- Farah Abadi – programledare